# Rugby a 7 ai II Giochi olimpici giovanili estivi - Torneo maschile

## Formula
Le sei squadre si sfidano in un gironi all'italiana.
Le prime quattro classificate accedono semifinali.

## Fase eliminatoria
| Pos. | Squadra     | Pt | G | V | N | P | PF  | PS  | DP   |
| ---- | ----------- | -- | - | - | - | - | --- | --- | ---- |
| 1.   | Argentina   | 15 | 5 | 5 | 0 | 0 | 145 | 34  | +111 |
| 2.   | Francia     | 13 | 5 | 4 | 0 | 1 | 98  | 55  | +43  |
| 3.   | Figi        | 9  | 5 | 2 | 0 | 3 | 82  | 70  | +12  |
| 4.   | Kenya       | 9  | 5 | 2 | 0 | 3 | 68  | 107 | -39  |
| 5.   | Giappone    | 9  | 5 | 2 | 0 | 3 | 73  | 131 | -58  |
| 6.   | Stati Uniti | 5  | 5 | 0 | 0 | 5 | 59  | 128 | -69  |

| Data      | Ora         | Partita     | Partita | Partita     |
| --------- | ----------- | ----------- | ------- | ----------- |
| 17-8-2014 | 10:30 UTC+8 | Figi        | 29-5    | Giappone    |
| 17-8-2014 | 11:00 UTC+8 | Kenya       | 22-12   | Stati Uniti |
| 17-8-2014 | 11:30 UTC+8 | Argentina   | 19-7    | Francia     |
| 17-8-2014 | 17:30 UTC+8 | Figi        | 29-10   | Stati Uniti |
| 17-8-2014 | 18:00 UTC+8 | Kenya       | 0-24    | Francia     |
| 17-8-2014 | 18:30 UTC+8 | Argentina   | 40-12   | Giappone    |
| 18-8-2014 | 10:30 UTC+8 | Figi        | 12-17   | Francia     |
| 18-8-2014 | 11:00 UTC+8 | Kenya       | 5-32    | Argentina   |
| 18-8-2014 | 11:30 UTC+8 | Stati Uniti | 10-22   | Giappone    |
| 18-8-2014 | 17:30 UTC+8 | Kenya       | 24-27   | Giappone    |
| 18-8-2014 | 18:00 UTC+8 | Francia     | 22-17   | Stati Uniti |
| 18-8-2014 | 18:30 UTC+8 | Figi        | 0-21    | Argentina   |
| 19-8-2014 | 10:30 UTC+8 | Francia     | 28-7    | Giappone    |
| 19-8-2014 | 11:00 UTC+8 | Argentina   | 33-10   | Stati Uniti |
| 19-8-2014 | 11:30 UTC+8 | Figi        | 12-17   | Kenya       |

## Fase finale

### Semifinali
| Data      | Ora         | Partita   | Partita | Partita |
| --------- | ----------- | --------- | ------- | ------- |
| 19-8-2014 | 18:00 UTC+8 | Argentina | 19-12   | Kenya   |
| 19-8-2014 | 18:30 UTC+8 | Francia   | 34-12   | Figi    |

### Finale 5/6 posto
| Data      | Ora         | Partita  | Partita | Partita     |
| --------- | ----------- | -------- | ------- | ----------- |
| 19-8-2014 | 16:00 UTC+8 | Giappone | 12- 29  | Stati Uniti |

### Finale per la medaglia di bronzo
| Data      | Ora        | Partita | Partita | Partita |
| --------- | ---------- | ------- | ------- | ------- |
| 20-8-2014 | 9:30 UTC+8 | Kenya   | 0-12    | Figi    |

### Finale
| Data      | Ora         | Partita   | Partita | Partita |
| --------- | ----------- | --------- | ------- | ------- |
| 20-8-2014 | 10:30 UTC+8 | Argentina | 22-45   | Francia |